# Nizina Środkowojakucka
Nizina Środkowojakucka (Centralnojakutskaja nizmiennost) – nizina w azjatyckiej części Rosji, położona nad środkową Leną, pomiędzy Wyżyną Środkowosyberyjską na zachodzie, a rzeką Ałdan i systemem gór Syberii Wschodniej na wschodzie.
Przeważają tu obszary równinne. Klimat jest tu umiarkowany chłodny kontynentalny. W roślinności dominuje tajga. Głównym miastem jest Jakuck.